# Booveni, Dolj
Booveni este un sat în comuna Drănic din județul Dolj, Oltenia, România.
Adrian Mititelu, patronul echipei de fotbal FC Universitatea Craiova, este una dintre personalitățile născute în această localitate.
 Acest articol despre o localitate din județul Dolj este deocamdată un ciot. Puteți ajuta Wikipedia prin completarea lui.